# Coelocyba eucalypti
Coelocyba eucalypti är en stekelart som beskrevs av Girault 1934. Coelocyba eucalypti ingår i släktet Coelocyba och familjen puppglanssteklar. Inga underarter finns listade i Catalogue of Life.